# Calamus digitatus
Calamus digitatus är en enhjärtbladig växtart som beskrevs av Odoardo Beccari. Calamus digitatus ingår i släktet Calamus och familjen Arecaceae. Inga underarter finns listade i Catalogue of Life.